# Doissat
Doissat est une commune française située dans le département de la Dordogne, en région Nouvelle-Aquitaine.

## Géographie

### Généralités
Dans le quart sud-est du département de la Dordogne, en Périgord noir, la commune de Doissat est bordée par la Beuze, un affluent de la Nauze.
À l'écart des routes principales, le modeste bourg de Doissat est situé, en distances orthodromiques,sept kilomètres au sud-est de Belvès et onze kilomètres au nord de Villefranche-du-Périgord.
Les routes principales sont la route départementale (RD) 54 qui longe en grande partie la Beuze, et la RD 60, dans le sud.

### Communes limitrophes
Doissat est limitrophe de huit autres communes dont Besse au sud-est sur environ 400 mètres.
| Pays de Belvès       | Grives            | Saint-Laurent-la-Vallée |
| Sainte-Foy-de-Belvès | Doissat           | Saint-Pompon            |
| Orliac               | Prats-du-Périgord | Besse                   |

### Géologie et relief

#### Géologie
Situé sur la plaque nord du Bassin aquitain et bordé à son extrémité nord-est par une frange du Massif central, le département de la Dordogne présente une grande diversité géologique. Les terrains sont disposés en profondeur en strates régulières, témoins d'une sédimentation sur cette ancienne plate-forme marine. Le département peut ainsi être découpé sur le plan géologique en quatre gradins différenciés selon leur âge géologique. Doissat est située dans le troisième gradin à partir du nord-est, un plateau formé de calcaires hétérogènes du Crétacé.
Les couches affleurantes sur le territoire communal sont constituées de formations superficielles du Quaternaire et de roches sédimentaires datant pour certaines du Cénozoïque, et pour d'autres du Mésozoïque. La formation la plus ancienne, notée c4b-c, date du Santonien moyen à supérieur, composée de calcaire crayo-glauconieux avec niveaux à huîtres (P. vesicularis), devenant au sommet plus grossier à silex et rudistes (formation de Saint-Félix-de-Reillac), faciès pouvant évoluer vers des sables fins et grès carbonatés à rudistes. La formation la plus récente, notée CFvs, fait partie des formations superficielles de type colluvions carbonatées de vallons secs : sable limoneux à débris calcaires et argile sableuse à débris. Le descriptif de ces couches est détaillé dans les feuilles « no 831 - Belvès » et « no 832 - Gourdon » de la carte géologique au 1/50 000 de la France métropolitaine, et leurs notices associées,.

Carte géologique de Doissat.

#### Relief et paysages
Le département de la Dordogne se présente comme un vaste plateau incliné du nord-est (491 m, à la forêt de Vieillecour dans le Nontronnais, à Saint-Pierre-de-Frugie) au sud-ouest (2 m à Lamothe-Montravel). L'altitude du territoire communal varie quant à elle entre 131 m et 323 m,.
Dans le cadre de la Convention européenne du paysage entrée en vigueur en France le 1er juillet 2006, renforcée par la loi du 8 août 2016 pour la reconquête de la biodiversité, de la nature et des paysages, un atlas des paysages de la Dordogne a été élaboré sous maîtrise d’ouvrage de l’État et publié en octobre 2020. Les paysages du département s'organisent en huit unités paysagères et 14 sous-unités. La commune fait partie du Périgord noir, un paysage vallonné et forestier, qui ne s’ouvre que ponctuellement autour de vallées-couloirs et d’une multitude de clairières de toutes tailles. Il s'étend du nord de la Vézère au sud de la Dordogne (en amont de Lalinde) et est riche d’un patrimoine exceptionnel.
La superficie cadastrale de la commune publiée par l'Insee, qui sert de référence dans toutes les statistiques, est de 15,30 km2,,. La superficie géographique, issue de la BD Topo, composante du Référentiel à grande échelle produit par l'IGN, est quant à elle de 15,65 km2.

### Hydrographie

#### Réseau hydrographique
La commune est située pour partie dans le bassin de la Dordogne et pour partie dans le bassin de la Garonne au sein du Bassin Adour-Garonne. Elle est drainée par la Beuze, le Gaugeard, le Lécadou, le Merdalou, le ruisseau de Trompette et par un petit cours d'eau, qui constituent un réseau hydrographique de 15,5 km de longueur totale,.
La Beuze, affluent de la Nauze, prend sa source sur la commune et lui sert de limite au nord-ouest sur quatre kilomètres et demi face à Orliac et Sainte-Foy-de-Belvès. Son affluent le Gaugeard arrose le nord du territoire communal sur quatre kilomètres, dont un demi-kilomètre face à Saint-Laurent-la-Vallée.
Le Merdalou, affluent de la Vallée, naît également sur la commune et marque sa limite territoriale à l'est sur un kilomètre, face à Saint-Pompon. Son affluent le Lécadou prend sa source à l'est de la commune, lui servant de limite sur un kilomètre et demi face à Saint-Laurent-la-Vallée.

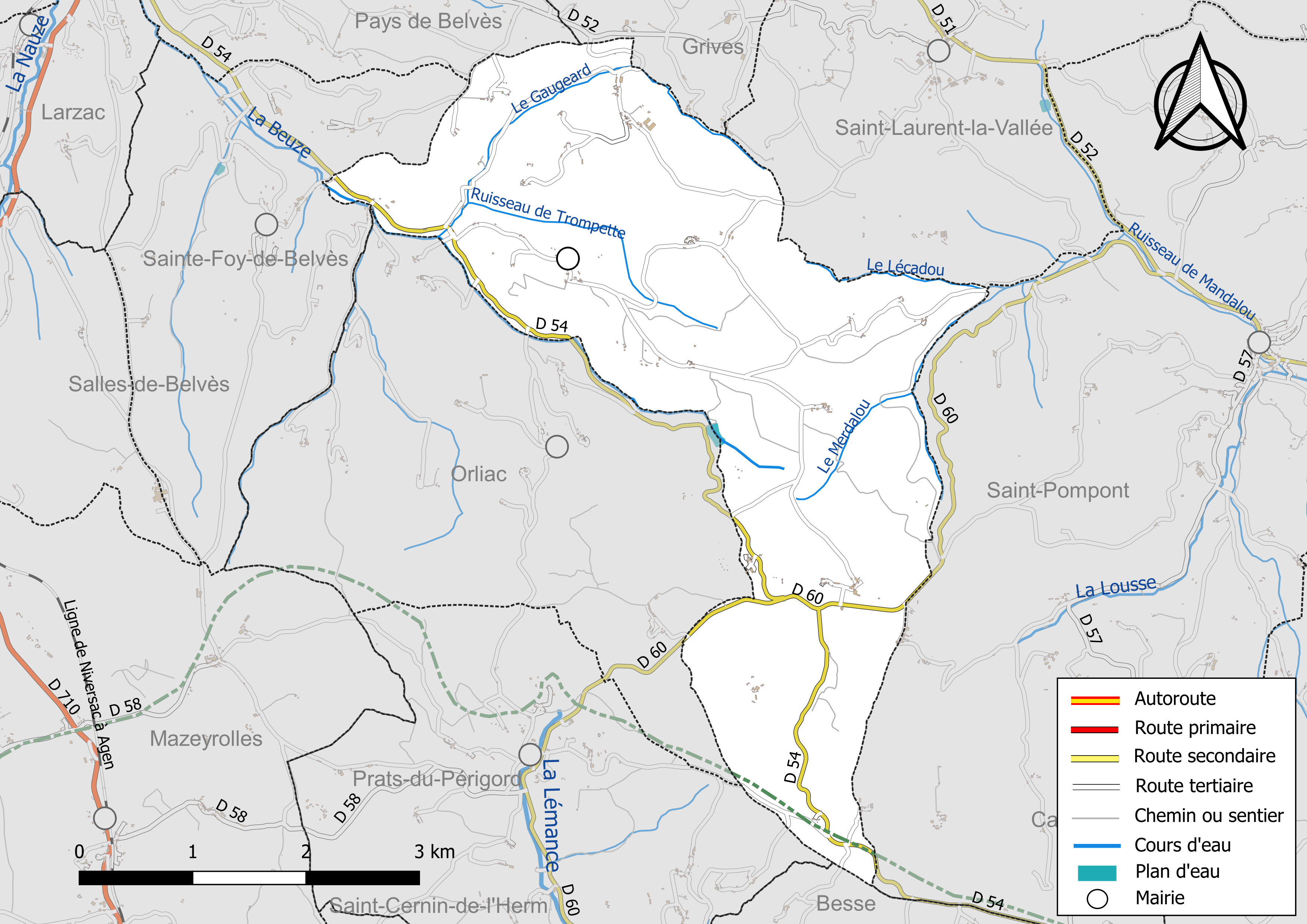
Réseaux hydrographique et routier de Doissat[Note 3].
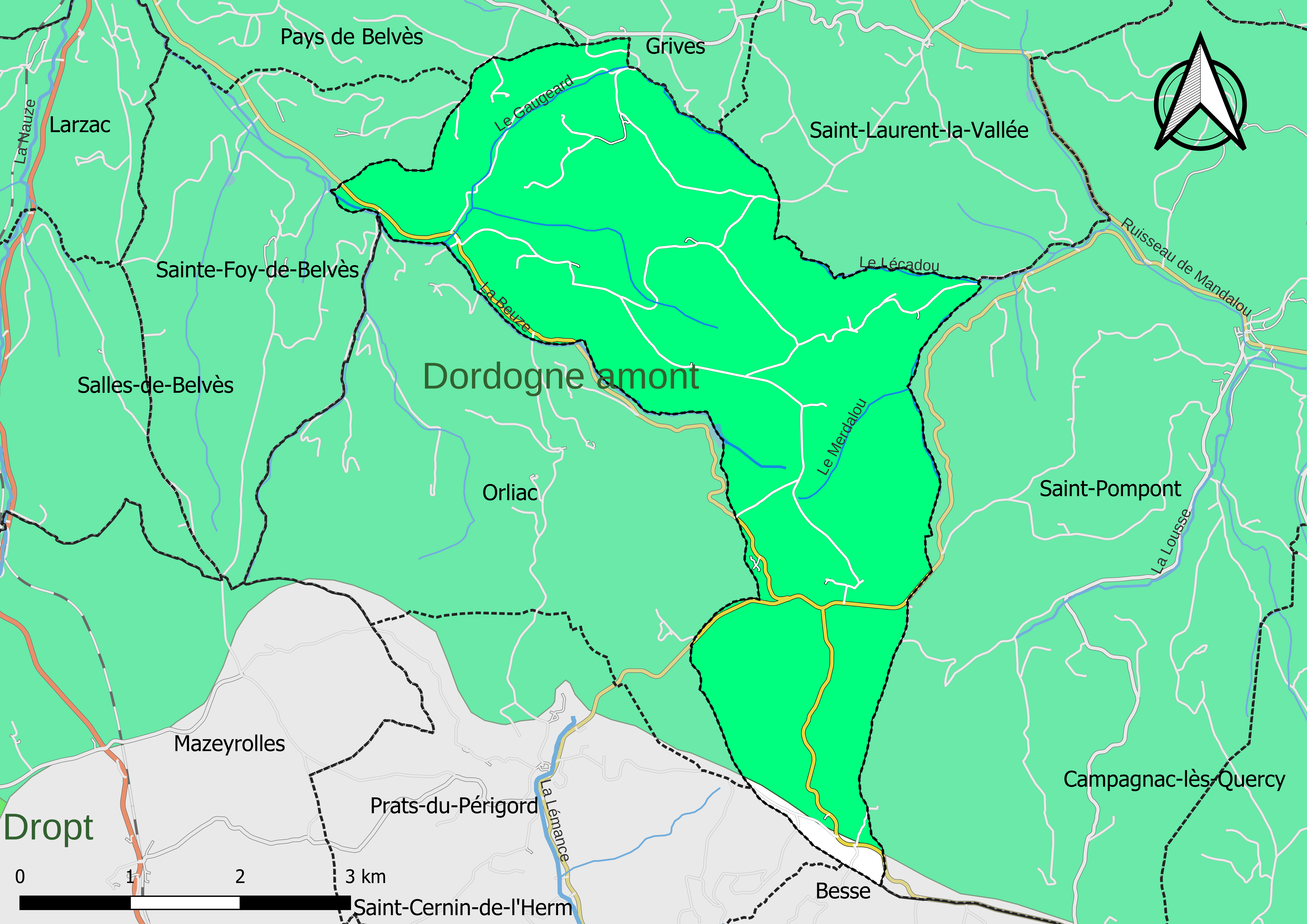
Carte des schémas d'aménagement et de gestion des eaux (SAGE) couvrant le territoire communal de Doissat.

#### Gestion et qualité des eaux
Le territoire communal est couvert par le schéma d'aménagement et de gestion des eaux (SAGE) « Dordogne amont ». Ce document de planification, dont le territoire s'étend des sources de la Dordogne jusqu'à la confluence de la Vézère à Limeuil, d'une superficie de 9 700 km2 est en cours d'élaboration. La structure porteuse de l'élaboration et de la mise en œuvre est l'établissement public territorial de bassin de la Dordogne (EPIDOR). Il définit sur son territoire les objectifs généraux d’utilisation, de mise en valeur et de protection quantitative et qualitative des ressources en eau superficielle et souterraine, en respect des objectifs de qualité définis dans le troisième SDAGE du Bassin Adour-Garonne qui couvre la période 2022-2027, approuvé le 10 mars 2022.
La quasi-totalité du territoire communal dépend du SAGE Dordogne amont. Seule en est exclue une partie minime d'environ 17 hectares à l'extrême sud, au sud de la RD 54, ne dépendant d'aucun SAGE.
La qualité des eaux de baignade et des cours d’eau peut être consultée sur un site dédié géré par les agences de l’eau et l’Agence française pour la biodiversité.

### Climat
Pour des articles plus généraux, voir Climat de la Nouvelle-Aquitaine et Climat de la Dordogne.
Historiquement, la commune est exposée à un climat océanique aquitain.
En 2020, Météo-France publie une typologie des climats de la France métropolitaine dans laquelle la commune est exposée à un climat océanique altéré et est dans la région climatique  Aquitaine, Gascogne, caractérisée par une pluviométrie abondante au printemps, modérée en automne, un faible ensoleillement au printemps, un été chaud (19,5 °C), des vents faibles, des brouillards fréquents en automne et en hiver et des orages fréquents en été (15 à 20 jours).
Pour la période 1971-2000, la température annuelle moyenne est de 12,5 °C, avec  une amplitude thermique annuelle de 15,2 °C. Le cumul annuel moyen de précipitations est de 927 mm, avec 11,9 jours de précipitations en janvier et 6,9 jours en juillet. Pour la période 1991-2020, la température moyenne annuelle observée sur la station météorologique la plus proche, située sur la commune de Pays de Belvès à 7 km à vol d'oiseau, est de 13,0 °C et le cumul annuel moyen de précipitations est de 888,2 mm,. Pour l'avenir, les paramètres climatiques de la commune estimés pour 2050 selon différents scénarios d’émission de gaz à effet de serre sont consultables sur un site dédié publié par Météo-France en novembre 2022.

## Urbanisme

### Typologie
Au 1er janvier 2024, Doissat est catégorisée commune rurale à habitat très dispersé, selon la nouvelle grille communale de densité à 7 niveaux définie par l'Insee en 2022.
Elle est située hors unité urbaine et hors attraction des villes,.

### Occupation des sols
L'occupation des sols de la commune, telle qu'elle ressort de la base de données européenne d’occupation biophysique des sols Corine Land Cover (CLC), est marquée par l'importance des forêts et milieux semi-naturels (64 % en 2018), en augmentation par rapport à 1990 (63 %). La répartition détaillée en 2018 est la suivante :
forêts (64 %), zones agricoles hétérogènes (28,2 %), prairies (4,1 %), cultures permanentes (3,8 %). L'évolution de l’occupation des sols de la commune et de ses infrastructures peut être observée sur les différentes représentations cartographiques du territoire : la carte de Cassini (XVIIIe siècle), la carte d'état-major (1820-1866) et les cartes ou photos aériennes de l'IGN pour la période actuelle (1950 à aujourd'hui).

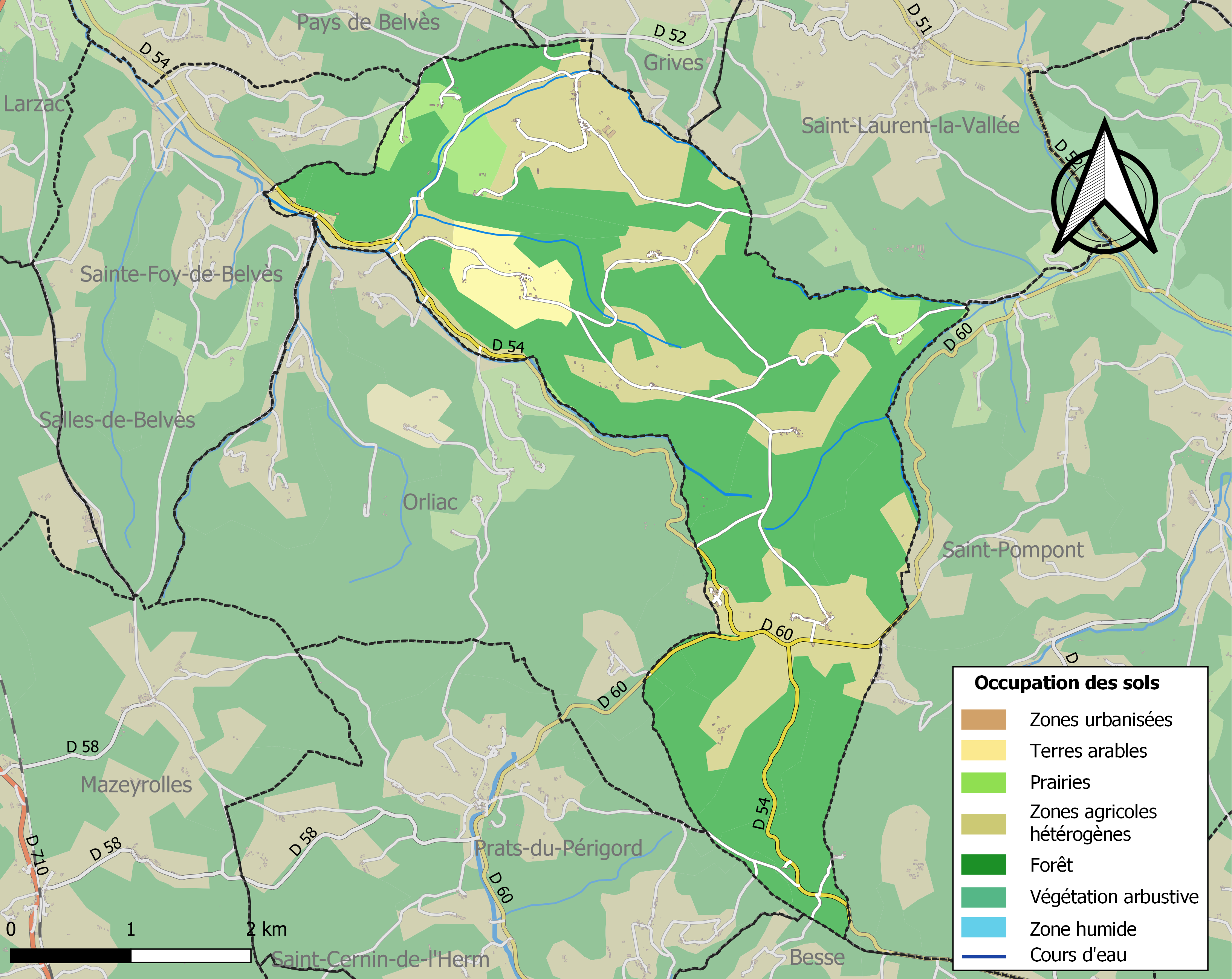
Carte des infrastructures et de l'occupation des sols de la commune en 2018 (CLC).

### Prévention des risques
Le territoire de la commune de Doissat est vulnérable à différents aléas naturels : météorologiques (tempête, orage, neige, grand froid, canicule ou sécheresse), feux de forêts, mouvements de terrains et séisme (sismicité très faible). Un site publié par le BRGM permet d'évaluer simplement et rapidement les risques d'un bien localisé soit par son adresse soit par le numéro de sa parcelle.
Doissat est exposée au risque de feu de forêt. L’arrêté préfectoral du 14 mars 2013 fixe les conditions de pratique des incinérations et de brûlage dans un objectif de réduire le risque de départs d’incendie. À ce titre, des périodes sont déterminées : interdiction totale du 15 février au 15 mai et du 15 juin au 15 octobre, utilisation réglementée du 16 mai au 14 juin et du 16 octobre au 14 février. En septembre 2020, un plan inter-départemental de protection des forêts contre les incendies (PidPFCI) a été adopté pour la période 2019-2029,.

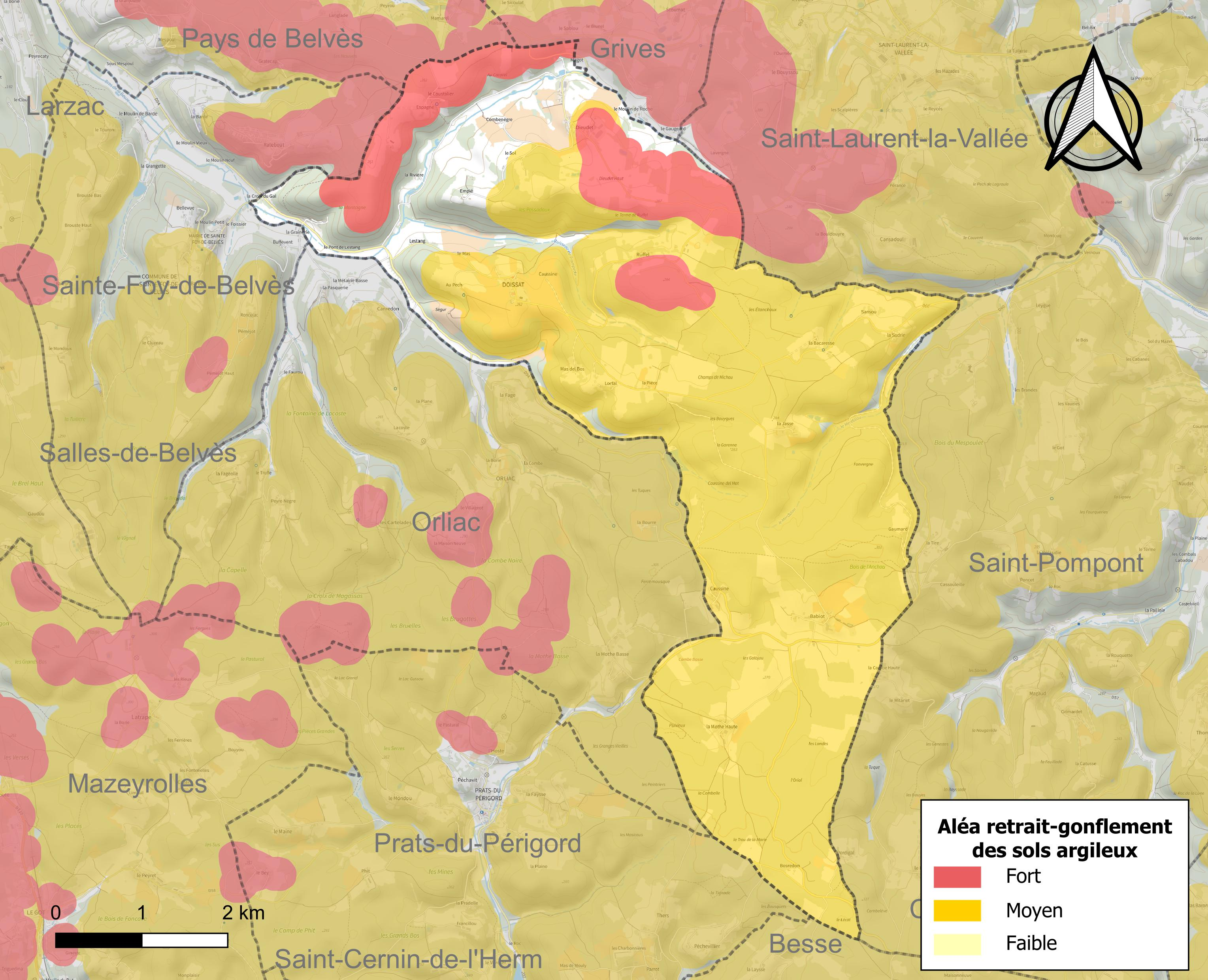
Carte des zones d'aléa retrait-gonflement des sols argileux de Doissat.

Les mouvements de terrains susceptibles de se produire sur la commune sont des tassements différentiels. Le retrait-gonflement des sols argileux est susceptible d'engendrer des dommages importants aux bâtiments en cas d’alternance de périodes de sécheresse et de pluie. 84,5 % de la superficie communale est en aléa moyen ou fort (58,6 % au niveau départemental et 48,5 % au niveau national métropolitain). Depuis le 1er octobre 2020, en application de la loi ÉLAN, différentes contraintes s'imposent aux vendeurs, maîtres d'ouvrages ou constructeurs de biens situés dans une zone classée en aléa moyen ou fort,.
La commune a été reconnue en état de catastrophe naturelle au titre des dommages causés par les inondations et coulées de boue survenues en 1982, 1993 et 1999, par la sécheresse en 1989 et par des mouvements de terrain en 1999.

## Toponymie
En occitan, la commune porte le nom de Doissac.

## Politique et administration

### Rattachements administratifs
Dès 1790, la commune de Doissat a été rattachée au canton d'Orliac qui dépendait du district de Belvès jusqu'en 1795, date de suppression des districts. Lorsque ce canton est supprimé par la loi du 8 pluviôse an IX (28 janvier 1801)  portant sur la « réduction du nombre de justices de paix », la commune est rattachée au canton de Belvès dépendant de l'arrondissement de Sarlat (devenu l'arrondissement de Sarlat-la-Canéda en 1965).

### Intercommunalité
Fin 2000, Doissat intègre dès sa création la communauté de communes Entre Nauze et Bessède. Celle-ci est dissoute au 31 décembre 2013 et remplacée au 1er janvier 2014 par la communauté de communes Vallée de la Dordogne et Forêt Bessède.

### Administration municipale
La population de la commune étant comprise entre 100 et 499 habitants au recensement de 2017, onze conseillers municipaux ont été élus en 2020,.

### Liste des maires
| Période                                  | Période      | Identité                           | Étiquette | Qualité                               |
| ---------------------------------------- | ------------ | ---------------------------------- | --------- | ------------------------------------- |
| Les données manquantes sont à compléter. |              |                                    |           |                                       |
|                                          |              |                                    |           |                                       |
|                                          | 1835         | Charles Thérèse Achille de Boysson |           |                                       |
|                                          |              |                                    |           |                                       |
|                                          | 1959         | Étienne Robert Vialard             |           |                                       |
| 1959                                     | 1977         | Fernand Merchadou                  |           |                                       |
| 1977                                     | 1983         | Roger Lanternier                   |           |                                       |
| 1983                                     | 1995         | Catherine Joffre                   |           |                                       |
| mars 1995                                | mars 2008    | Brigitte Pundiak                   |           |                                       |
| mars 2008                                | mars 2014    | Jean-Jacques Varga                 | SE        | Retraité de l'aéronautique            |
| mars 2014                                | février 2021 | Christian Boissy                   |           | Retraité de l'agriculture             |
| février 2021                             | juin 2021    | Bruno Lallier                      |           | 2e adjoint faisant fonctions de maire |
| juin 2021                                | En cours     | Bruno Lallier                      |           |                                       |

## Équipements et services publics

### Justice
Dans le domaine judiciaire, Doissat relève :
- du tribunal de proximité de Sarlat-la-Canéda ;
- du tribunal judiciaire, du tribunal pour enfants, du conseil de prud'hommes et du tribunal de commerce de Bergerac ;
- du pôle Nationalité du tribunal judiciaire de Périgueux (compétent uniquement dans le domaine de la nationalité) ;
- de la cour d'appel et de la cour administrative d'appel de Bordeaux.

## Population et société

### Démographie
L'évolution du nombre d'habitants est connue à travers les recensements de la population effectués dans la commune depuis 1793. Pour les communes de moins de 10 000 habitants, une enquête de recensement portant sur toute la population est réalisée tous les cinq ans, les populations de référence des années intermédiaires étant quant à elles estimées par interpolation ou extrapolation. Pour la commune, le premier recensement exhaustif entrant dans le cadre du nouveau dispositif a été réalisé en 2005.

En 2022, la commune comptait 101 habitants, en évolution de −5,61 % par rapport à 2016 (Dordogne : +0,37 %, France hors Mayotte : +2,11 %).
| 1793 | 1800 | 1806 | 1821 | 1831 | 1836 | 1841 | 1846 | 1851 |
| ---- | ---- | ---- | ---- | ---- | ---- | ---- | ---- | ---- |
| 417  | 530  | 538  | 556  | 572  | 618  | 617  | 637  | 640  |

| 1856 | 1861 | 1866 | 1872 | 1876 | 1881 | 1886 | 1891 | 1896 |
| ---- | ---- | ---- | ---- | ---- | ---- | ---- | ---- | ---- |
| 609  | 564  | 533  | 503  | 505  | 502  | 502  | 503  | 459  |

| 1901 | 1906 | 1911 | 1921 | 1926 | 1931 | 1936 | 1946 | 1954 |
| ---- | ---- | ---- | ---- | ---- | ---- | ---- | ---- | ---- |
| 404  | 388  | 345  | 279  | 255  | 232  | 209  | 209  | 174  |

| 1962 | 1968 | 1975 | 1982 | 1990 | 1999 | 2005 | 2006 | 2010 |
| ---- | ---- | ---- | ---- | ---- | ---- | ---- | ---- | ---- |
| 154  | 153  | 137  | 127  | 125  | 127  | 112  | 118  | 126  |

| 2015 | 2020 | 2022 | - | - | - | - | - | - |
| ---- | ---- | ---- | - | - | - | - | - | - |
| 108  | 102  | 101  | - | - | - | - | - | - |

## Économie

### Emploi
En 2015, parmi la population communale comprise entre 15 et 64 ans, les actifs représentent cinquante personnes, soit 46,3 % de la population municipale. Le nombre de chômeurs (huit) a augmenté par rapport à 2010 (six) et le taux de chômage de cette population active s'établit à 16,0 %.

### Établissements
Au 31 décembre 2015, la commune compte quinze établissements, dont sept dans l'agriculture, la sylviculture ou la pêche, six au niveau des commerces, transports ou services, un dans l'industrie, et un relatif au secteur administratif.
En 2021, la commune compte une nouvelle entreprise spécialisée dans la réalisation de drones ainsi que la prestation de service de ces derniers, dans le domaine audiovisuel, agricole et technique.

## Culture locale et patrimoine

### Lieux et monuments

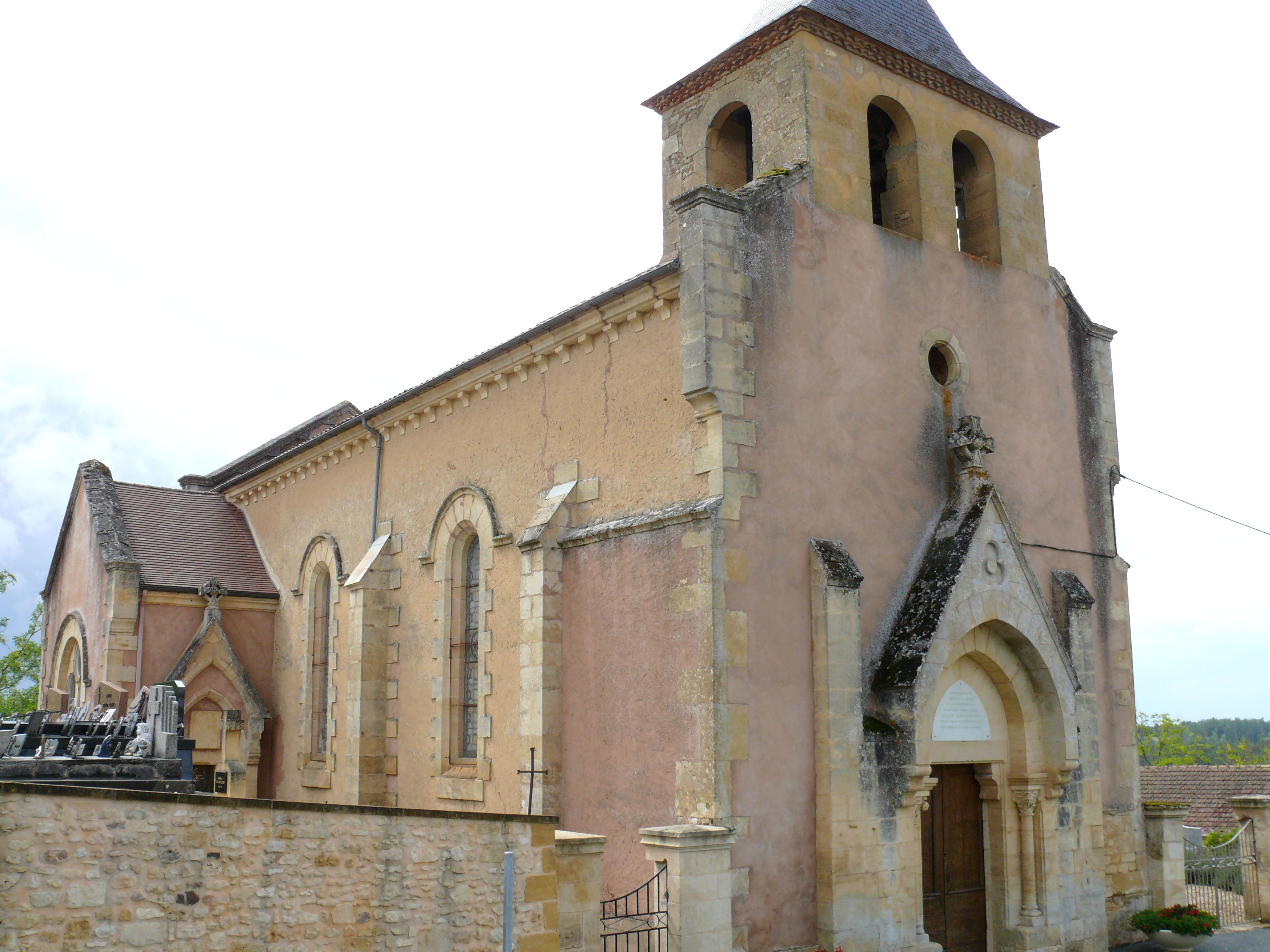
L'église Saint-Hilaire.

- Château de Doyssac[53],[54] : la terre de Doyssac a été achetée par le capitaine huguenot Geoffroy de Vivans (ou Vivant) à Marguerite de Lustrac en 1578. Le château a été construit par son fils, Jean, en 1605. Le château, en partie démoli en 1794, est rétabli par la famille de Boysson à partir de 1803.
- Église Saint-Hilaire construite en 1869, comme l'indique la plaque placée au-dessus du portail.
- Manoir de Mondiol constitué d'un corps de bâtiment du XVIIe siècle accosté d'une tour[55]. Il a appartenu successivement aux familles Bessou de Signac et Savy[55]. Joseph Savy du Mondiol, fils de Louis Savy et de Mathurine de Bessou, dame du Mondiol, y est né le 29 août 1779, mort à Toulon le 20 juillet 1847. Il est entré à 12 ans dans la marine sous les ordres de Pierre-Félix Lapalisse (de Belvès). Il s'est battu à Aboukir, à la prise du vaisseau anglais le Swiftsure, au cap Finisterre, et à Trafalgar. Il est nommé capitaine de frégate en 1821, et chevalier de la Légion d'honneur en 1822, officier en 1835[56],[57].

### Personnalités liées à la commune
- Geoffroy de Vivans a acheté la terre de Doissac à Marguerite de Lustrac en 1578.
- Jean-Baptiste Sirey (1762-1845), jurisconsulte français, fut le curé de Doissat.

### Héraldique
Pour un article plus général, voir Armorial des communes de la Dordogne.
| Blason de Doissat | Blason  | Écartelé : au 1) de sinople à l'inscription DOYSSAC en lettres capitales d'argent accompagnée de trois écus de gueules chargés, le premier d'un lion léopardé d'or, le second de trois lionceaux d'or, le troisième d'une croix cléchée vidée et pommetée de douze pièces d'or ; au 2) d'argent à l'écusson de pourpre chargé de deux demi-coquilles de noix, accolées en fasce, celle de dextre avec son cerneau, le tout au naturel, l'écusson surmonté d'une couronne murale de quatre tours du champ maçonnée de sable, et soutenu des inscriptions LA NOIX et ET LE NOYER en lettres capitales de sable, l'une au-dessus de l'autre ; au 3) d'argent à l'écusson d'azur au chevron d'or accompagné de trois étoiles du même ; au 4) de sinople à l'écusson d'or au lion de gueules. |
| Blason de Doissat | Détails | Sur le site de la commune depuis au moins 2022. |

## Pour approfondir